# Воютичі
Вою́тичі — село в Бісковицькій сільській громаді Самбірського району Львівської області України.

## Історія
Відомо, що 1484 року в селі існувала парафія РКЦ. Перемиський староста Ян Томаш Дрогойовський 1598 року збільшив дотацію для латинської парафії села.

## Населення

### Мова
Розподіл населення за рідною мовою за даними перепису 2001 року:
| Мова            | Кількість | Відсоток |
| --------------- | --------- | -------- |
| українська      | 2077      | 98.95%   |
| польська        | 18        | 0.86%    |
| російська       | 2         | 0.09%    |
| вірменська      | 1         | 0.05%    |
| інші/не вказали | 1         | 0.05%    |
| Усього          | 2099      | 100%     |

## Пам'ятки
- Костел св. Катерини, побудований у XIX ст. Після Другої світової війни комуністи перетворили костел на сховище мінеральних добрив, що завдало будівлі значної шкоди. На хорах костелу збереглись залишки невеликого костельного органа на 8 регістрів.

## Мешканці села
- Буца Богдан Емануїлович — український політик. Народний депутат України 4-го скликання.
- Ваньовський Михайло Васильович — хореограф, народний артист УРСР.
- Добровольський Ігор Володимирович — український військовослужбовець. Герой Східного фронту (загинув 2014).
- Бобров Тарас Миколайович- військовослужбовець. Герой Східного фронту ( загинув 2023)
- Курлятович Василь Степанович — генерал-майор.